# Vergobret
Vergobret era el nom d'un magistrat que ocupava el lloc més alt entre els celtes a la Gàl·lia, principalment entre els hedus.
Juli Cèsar en va donar una àmplia descripció i explica quines eren les seves funcions a la seva obra la Guerra de les Gàl·lies i l'anomena princeps civitatis (el principal de la ciutat), principatus (el que prevaleix, el primer) i magistratus (magistrat). S'elegia anualment sota la supervisió de dos druides. Tenia dret de vida i de mort sobre els seus súbdits, i comandava l'exèrcit en les guerres defensives. Segons Cèsar, tenia prohibit sortir més enllà de les fronteres del territori del seu poble («segons les lleis dels hedus, els qui ostenten el poder suprem tenen interdit de sortir de les pròpies fronteres»).